# Brynolf Fänge
Peter Brynolf Fänge, född den 16 augusti 1888 i Vikens församling, Malmöhus län, död den 3 maj 1985 i Eslöv, var en svensk skolman. Han var far till Ragnar Fänge.
Fänge avlade studentexamen i Lund 1910, filosofisk ämbetsexamen vid Lunds universitet 1915 och filosofie licentiatexamen 1920. Han promoverades till filosofie doktor 1921. Fänge genomförde provår i Lund 1920–1921. Han var vikarierande lärare i Lund 1917, timlärare 1917–1919, extra lärare 1919–1920 och 1921–1923, ordinarie 1923–1928. Fänge var extra ordinarie amanuens vid Lunds observatorium 1918–1928. Han var lektor i Karlstad 1928–1940 och i matematik och fysik vid högre allmänna läroverket i Eslöv 1940–1954. Fänge var ledamot av Karlstads domkapitel 1928–1936 och inspektor vid kommunala mellanskolan i Skoghall 1933–1939. Han publicerade On the distances and luminosklies of stars of spectral type G derived from their proper motions (gradualavhandling 1921), diverse vetenskapliga och populärvetenskapliga uppsatser och artiklar samt recensioner i Biblioteksbladet. Fänge blev riddare av Nordstjärneorden 1943. Han vilar på Vikens gamla kyrkogård.